# Campionati europei di atletica leggera 1934 - Maratona
La gara della maratona maschile si è tenuta il 9 settembre 1934.

## Classifica finale
| Pos | Atleta            | Nazione        | Tempo        | Note |
| --- | ----------------- | -------------- | ------------ | ---- |
| 1   | Armas Toivonen    | Finlandia      | 2:52:29.0    | CR   |
| 2   | Thore Enochsson   | Svezia         | 2:54:35.6    |      |
| 3   | Aurelio Genghini  | Italia         | 2:55:03.4    |      |
| 4   | Jozsef Galambos   | Ungheria       | 2:55:14.0    |      |
| 5   | Heinrich Brauch   | Germania       | 2:58:40.2    |      |
| 6   | Hans Wehrli       | Svizzera       | 2:58:45.0    |      |
| 7   | Rudolf Morf       | Svizzera       | Nessun tempo |      |
| 8   | Michelo Fanelli   | Italia         | 3:11:09.4    |      |
| 9   | Josef Sulc        | Cecoslovacchia | Nessun tempo |      |
|     | Frans Vendersteen | Belgio         | DNF          |      |
|     | Franz Tuschek     | Austria        | DNF          |      |
|     | Rudolf Wöber      | Austria        | DNF          |      |
|     | Josef Bena        | Cecoslovacchia | DNF          |      |
|     | Oiva Ekholm       | Finlandia      | DNF          |      |
|     | Paul Gerhardt     | Germania       | DNF          |      |